# والتر وايتهيد
والتر وايتهيد (12 أكتوبر 1840 - 19 أغسطس 1913)، الحاصل على زمالة كلية الجراحين الملكية بإدنبرة وزمالة الجمعية الملكية في إدنبرة، كان جراحًا في مستشفيات مختلفة في مانشستر، إنجلترا، وشغل منصب رئيس قسم الجراحة السريرية في جامعة فيكتوريا في مانشستر. كان رئيسًا للرابطة الطبية البريطانية في عام 1902. ادعى ذات مرة أن معرفة علم التشريح تشكل عائقًا أمام الجراح الماهر ولكنه كان ممارسًا جريئًا ومبتكرًا ذا سمعة دولية. أصبح إجراؤه لاستئصال اللسان باستخدام المقص وتركيبته لمرهم خاص بذلك علاجًا قياسيًا، كما هو الحال بالنسبة للإجراء الذي طوره لعلاج البواسير.
وُلد وايتهيد لعائلة لها اهتمام قديم بصناعة المنسوجات في مدينة بيري، لانكشر. نما اهتمامه بالطب عندما حضر محاضرات تهدف إلى تثقيفه بالعمليات الكيميائية المستخدمة في تبييض القماش. التحق بكلية الطب الملكية في مانشستر دون إخبار والديه، وشرع في مسيرته الطبية. بدأ كطبيب عام واكتسب خبرة في رعاية زملائه في دار العمل، بما في ذلك أثناء العمل لبعض الوقت في مانسفيلد وودهاوس في نوتنغهامشير. في عام 1867، عاد إلى مانشستر ليبدأ حياته المهنية كجراح.
تعين وايتهيد في مناصب جراحية مختلفة في العديد من مستشفيات مانشستر خلال مسيرته المهنية، وأحيانًا في نفس الوقت. من بينها كان مشفى مانشستر الملكي، الذي انضم إليه في عام 1873، وبقي فيه لأطول فترة. بدأ عمله في جامعة مانشستر عام 1884 وشمل في النهاية أدوارًا إدارية بالإضافة إلى منصب بروفيسور. شملت مسيرته المهنية أيضًا العمل كشاهد خبير في قضايا المحاكم، وناشر مشارك لمجلة طبية وعضو في لجان مختلفة وفي منظمة إصلاح المستشفيات. بالإضافة إلى ذلك، شغل عدة مناصب كضابط في الفيلق الطبي بالجيش الملكي والوحدات العسكرية الأخرى.
نُصب برج ساعة تخليدًا لذكرى وايتهيد في بيري بعد وفاته في عام 1913.

## النشأة والتدريب
ولد والتر وايتهيد في 12 أكتوبر عام 1840 في هاسلام هاي، بين لويركروفت ووولشو في بيري، لانكشر. كان ابن جون وايتهيد وإليزا إلين (اسمها قبل الزواج ألانسون). وفقًا لبعض المصادر، كانت عائلته تعمل في مجال تبيض النسيج في منطقة لويركروفت لأكثر من 200 عام قبل ولادته، بينما يقول آخرون أن أصل والده من بينورثام بريوري، بالقرب من برستون. كان والده يعمل في تبييض المنسوجات وربما أيضًا صباغتها وطباعتها. كان من بين معارفه المخترعون جون كاي (مخترع المكوك الطائر) وروبرت كاي (مخترع صندوق الإسقاط لأنوال النسيج) وروبرت وايتهيد (مخترع الطربيد).
وصف وايتهيد نفسه بأنه شخصية تتعمد الأذى، إذ خلع أسنان إخوته الصغار عندما كان طفلًا. سببت هذه السمة إرساله وهو في الثامنة من عمره إلى أكاديمية في جزيرة مان تعهدت بتحسين شخصيته، غالبًا بأساليب القمع. فشلت الأكاديمية في تحقيق هدفها، وبعد ثلاث سنوات هناك، أُرسل إلى مدرسة في آلترنكهام لمدة ستة أشهر. بعد ذلك، التحق بمدرسة ميكينغ بليس، وهي مدرسة داخلية في سويلاند، بالقرب من ريبوندن. كانت هاتان المدرستان الأخيرتان أكثر هدوءً في معاملتهما للتلاميذ فازدهر فيهما؛ وأصبح عرّاف الصف في ميكينغ بليس، حيث آمن مدير المدرسة بأهمية وضع ثقته في تلاميذه للعمل نيابةً عنه.
بدأ وايتهيد العمل في شركة والده عندما كان في السادسة عشرة من عمره. كان يكسب 2 شلنغ و6 بنس في الأسبوع، ولم يترقى أبدًا إلى أبعد من كونه عاملًا عاديًا من أدنى درجة، ووفقًا لنعي في المجلة الطبية البريطانية (بي إم جاي)، استمتع بعمله. ذكرت مقالة في صحيفة ذا مانشستر غارديان خلاف ذلك، مشيرةً إلى أنه لم يكن مغرمًا بعمله. اتفق كلا المصدرين على أنه التقى بطلاب الطب في مانشستر أثناء حضور محاضرات الكيمياء بهدف تثقيفه حول أعمال شركة العائلة؛ ولاحقًا، التقى بهم أيضًا أثناء حضوره السوق في مانشستر نيابةً عن الشركة.
في عام 1859، التحق وايتهيد بكلية الطب الملكية في مانشستر، المعروفة أيضًا باسم كلية تشاثام ستريت الطبية. فعل ذلك دون إخبار والديه واقترض المال من ابن عمه لهذا الغرض. بالتزامن مع السنوات الأولى من تدريبه، وكما كانت العادة آنذاك، تدرب لمدة 18 شهرًا في الطب العام على يد الدكاترة هاريس وبينيت في بيري. عمل هذان الرجلان أيضًا كطبيين موظفين بتعيين من لجنة التحقيق التابعة لنقابة قانون الفقراء في بيري؛ كان بينيت وحده يحضر نحو 860 حالة سنويًا في النقابة في هذا الوقت، وهكذا، واجه وايتهيد حالات متعددة مرتبطة بأوضاع الفقراء بالإضافة إلى الصرف العام للأدوية. مكنته خبرته المكتسبة خلال هذه الفترة الأولية لاحقًا من العمل كطبيب نائب في مشفى مانشستر الملكي، حيث اختلط بالأطباء المؤهلين والعاملين في الجراحة، وشاهد العمليات وشهد الأعمال الإدارية للمستشفى. قضى الكثير من وقته في المستشفى حتى أصبح مقر إقامته الرئيسي؛ وأمضى ستة أشهر يعمل في المستوصف في ملجأ ويثنغتون.
حصل وايتهيد على شهادة تقدير في نهاية عامه الأول في التدريب، عندما كان عنوانه 16 ميدان الاتحاد، بيري. في عام 1864، حصل على إجازة من جمعية الصيدلة في لندن ومن مؤسسات في إدنبرة وغلاسكو.

## عمله في المستشفى
انتقل وايتهيد إلى مانسفيلد وودهاوس، نوتنغهامشير، عند الانتهاء من تدريبه. هناك، اشترى عيادة عامة، وفي عام 1866، أسس مستشفى صغير يحوي ثمانية أسرّة. لم يكن عمل العيادة بحد ذاته رائعًا، لكنه شغل أيضًا منصب المسؤول الطبي في نقابة قانون الفقراء المحلية. قدمت له النقابة الكثير من العمل ودخلًا إجماليًا قدره 30 جنيهًا سنويًا، خصص جزءًا منها لتمويل حصانه الخاص للنقل وتأمين جميع الأدوية والمعدات الجراحية. أصبح زميلًا في كلية الجراحين الملكية بإدنبرة عام 1866. بعد عام، باع عيادته وعاد إلى مانشستر، حيث تعين جراحًا فخريًا في مستشفى سانت ماري للنساء والأطفال في عام 1868. بقي هناك حتى انتقل إلى مشفى مانشستر الملكي ليصبح مساعد جراح فخري في عام 1873. في عام 1876، كان أحد الموقعين على طلب شبه إجماعي من الطاقم الطبي في مشفى مانشستر الملكي لإعادة بنائه، إما في موقعه الحالي أو في أي مكان آخر، بسبب أوجه القصور فيه من حيث الحجم والتصميم. تمت ترقيته إلى جراح فخري في عام 1879، وفي أوائل ثمانينيات القرن التاسع عشر، تخلى عن ممارساته في الطب العام للتركيز بالكامل على العمل الجراحي. انتُخب زميلًا للجمعية الملكية في إدنبرة في 7 فبراير عام 1881. كما جرت العادة، تعين جراحًا استشاريًا فخريًا في مشفى مانشستر الملكي عندما بلغ عيد ميلاده الستين في عام 1900، وفي ذلك الوقت، طالبت اللوائح باستقالته من منصبه كجراح فخري أول. تزامن هذا الموعد الأخير في مشفى مانشستر الملكي مع الذكرى الثلاثين لبداية عمله هناك وتم الاحتفال بعشاء حضره زملاؤه الجراحون مثل ف. أ. ساوثام وبيلتون بولارد. وصفت المجلة الطبية البريطانية الحدث بأنه «ربما يكون الأول من نوعه» في المدينة.
لعب وايتهيد دورًا مهمًا في إنشاء مستشفى مانشستر وسالفورد لأمراض الجلد في عام 1888، والذي تم عن طريق تقسيم تخصصات مستشفى مانشستر وسالفورد لوك آند سكين. تعين جراحًا في مستشفى لوك في عام 1881، وأصبح كبير الجراحين في جناح كريستي للسرطان، عندما تأسس في عام 1892، وشغل أيضًا منصبًا نشطًا في مستشفى أمراض الجلد الجديد. رغم تقاعده من مشفى مانشستر الملكي، بقي وايتهيد جراحًا في مستشفى لوك حتى يوليو عام 1904، عندما استقال وتعين جراحًا استشاريًا. أصبح جراحًا استشاريًا في مستشفى أمراض الجلد بحلول عام 1902 وكان ما يزال في ذلك الوقت كبير الجراحين في جناح السرطان، حيث شغل أيضًا في النهاية منصب جراح استشاري.